# بوژیدار اسمیل‌یانیچ
بوژیدار اِسمیل‌یانیچ (کرواتی: Božidar Smiljanić؛ زادهٔ ۲۰ سپتامبر ۱۹۳۶ - ۷ آوریل ۲۰۱۸) بازیگر اهل کرواسی است.
از فیلم‌ها یا مجموعه‌های تلویزیونی که وی در آن‌ها نقش داشته‌است، می‌توان به روزنامه‌نگار و شمشیر خدایان اشاره نمود.